# 22422 Kenmount Hill
22422 Kenmount Hill este o planetă minoră (asteroid), cu un diametru de 4,12 km, din centura de asteroizi. A fost descoperită pe 16 decembrie 1995 la Observatorul Național Kitt Peak de Spacewatch. 
Obiectul prezintă o orbită caracterizată de o semiaxă mare de 2,5203042 UAi, o excentricitate de 0,15, o înclinație de 6,36241 ° în raport cu ecliptica.